# Виктор Клима
Виктор Клима (Швехат, 4. јун 1947) је економиста и некадашњи аустријски политичар и члан Социјалдемократске партије Аустрије (SPÖ). Обављао је функцију канцелара Аустрије од 1997. до 2000. године.

## Биографија
Клима је студирао економију и пословну информатику на којој је магистрирао 1981. године. Од 1969. године је радио у аустријској државној нафтној компанији ОМВ све до уласка у политику 1992. године. У влади Франца Враницког прво је био министар саобраћаја (1992-1996), потом министар финансија (1997). Када је Враницки поднео оставке на све функције, Клима га је заменио на челу Социајлдемократске партије Аустрије и на челу Владе Аустрије. Под Климом као канцеларом у Аустрији су приватизованa нека јавна предузећа, што су бројни следбеници његове партије видели као одвајање од традиционалне политике социјалне правде и социјалне државе и своје незадовољство су изразили прихватањем ставова Јерга Хајдера и Слободарске партије Аустрије. Да би спречио јачање десничарске Хајдерове партије, Клима је ступио у коалицију са Аустријском народном партијом коју је тада водио Волфганг Шисел и они су формирали коалициону владу. Међутим, због инсистирања Шисела да у влади буде шест министара из редова Слободарске партије Аустрије, Клима даје оставку у фебруару 2000. године и напушта аустријску политику. Током своје владавине, Клима је одолео притисцима да Аустрију уведе у НАТО пакт и инсистирао је на политици неутралности.

## Каријера након политике
Након смене са позиције канцелара Аустрије, Клима је на позив Герхарда Шредера преузео функцију у руководству Фолксвагена у Аргентини. 2006. године је постао Генерални директор Фолксвагена за Јужну Америку. Након операције срца 2009. пензионисао се 2011. и наставио да живи у Аргентини, на око сат времена вожње од Буенос Ајреса, на својој фарми од 240 хектара и 300 крава.